# Nemacheilus pavonaceus
Nemacheilus pavonaceus és una espècie de peix de la família dels balitòrids i de l'ordre dels cipriniformes.

## Morfologia
Els mascles poden assolir els 8 cm de longitud total.

## Distribució geogràfica
Es troba a la conca del riu Brahmaputra a Assam (l'Índia).

## Amenaces
La seua principal amenaça és la destrucció del seu hàbitat per la sedimentació causada per la desforestació.